# Trofeu d'escacs Memorial Jordi Puig
El trofeu Memorial Jordi Puig és un premi en honor de Jordi Puig i Laborda que s'atorga des del 2007 a les millors classificacions dels jugadors del mateix club en les categories sub14 i sub16 del Campionat de Catalunya d'Escacs per Edats.
El club que obtingui menys punts sumant la classificació general de tres dels seus jugadors obtindrà el guardó, a més s'entrega trofeu i tres medalles a cadascun dels tres primers clubs. Si dos clubs empaten a punts sumant les classificacions dels seus tres millors jugadors el sistema de desempat serà la suma de punts d'aquests tres jugadors i si continua l'empat guanyarà el desempat el club que tingui el jugador que hagi fet més punts, finalment, si continua l'empat es resoldrà sumant els punts de la classificació de la ronda anterior.

## Guardonats
Quadre amb els tres primers equips classificats.
| Any        | Campió            | Subcampió    | Tercer        |
| ---------- | ----------------- | ------------ | ------------- |
| 2007[1]    | Gerunda           | Colmena      | Sant Andreu   |
| 2008[3]    | Gerunda           |              |               |
| 2009[3]    | Gerunda           |              |               |
| 2010[4]    | Sant Martí        | Mollet       | Sant Andreu   |
| 2011[5]    | Foment Martinenc  | Sant Andreu  | Santa Eugènia |
| 2012[3][6] | Gerunda           |              |               |
| 2013[7]    | Cerdanyola Vallès | SCC Sabadell | Peona i Peó   |
| 2014[8]    | Peona i Peó       | Gerunda      | Vila Olímpica |
| 2015[9]    | Ateneu Colón      | Llinars      | Vila Olímpica |
| 2016[10]   | Peona i Peó       | Ateneu Colón | Llinars       |
| 2017[11]   | Peona i Peó       | Llinars      | Ateneu Colón  |